# Johannes Jelgerhuis
Johannes Jelgerhuis (Leeuwarden, 24 de septiembre de 1770-Ámsterdam, 6 de octubre de 1836) fue un pintor y actor neerlandés.
Hijo de Rienk Jelgerhuis y discípulo de Pieter Pietersz Barbieri, desde 1808 ejerció como actor en el teatro de Ámsterdam Stadsschouwburg y escribió el manual ilustrado para actores Theoretische lessen over gesticulatie en mimiek (Lecciones teóricas acerca de gesticulación y la mímica, 1827).
Era conocido por sus interiores y sus estudios de arquitectura con un buen dominio de la perspectiva. Realizó trabajos topográficos de Delft, Róterdam, Gante y Ámsterdam.

## Obra
- El laboratorio.

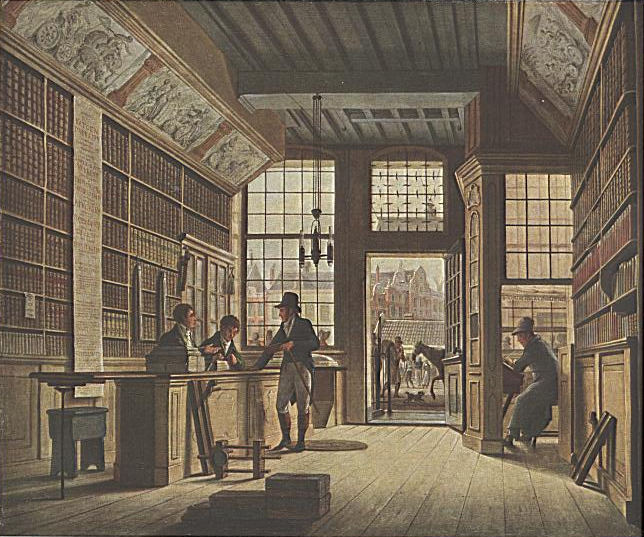
La librería de Pieter Meijer Warnars (1820).

- Interior de la nueva iglesia de Delft.
- La librería de Pieter Meijer Warnars.
- Retrato de Passchier de Fijne.